# (1924) Horus
Ne doit pas être confondu avec l'astéroïde troyen de Jupiter (21900) Oros (internationalement Orus) ou le centaure (330836) Orios (internationalement Orius).
(1924) Horus (aussi nommé 4011 P-L) est un astéroïde de la ceinture principale, découvert le 24 septembre 1960 par Cornelis Johannes van Houten et Ingrid van Houten-Groeneveld de l'Université de Leyde, Pays-Bas, sur des plaques obtenues par Tom Gehrels avec le télescope de Schmidt de 122 mm de l'Observatoire Palomar, en Californie (États-Unis). 
Il a été nommé en hommage à la divinité égyptienne Horus.